# Мамедов, Азизага Сейфеддин оглы
Мамедов Азизага Сейфеддин оглы (род. 26 августа 1957, Тиви, Нахичеванская АССР) — азербайджанский музыкант, певец. Народный артист Азербайджана (2008).

## Биография
Азизага Мамедов родился 26 августа 1957 года в селе Тиви Ордубадского района Нахичеванской АССР. 
В 2003 году присвоено звание заслуженного артиста Нахичеванской Автономной Республики, в 2006 году — заслуженного артиста Азербайджана. В 2008 году удостоен звания Народного артиста и стал лауреатом премии Президента Азербайджана.
Одной из особенностей творчества Азизаги Мамедова является то, что в его репертуаре всегда занимают центральное место песни о Азербайджане и древнем Нахичеване. В его репертуаре «Нахичевань», «Батабат», «Как прекрасен, Азербайджан», «Трёхцветный мой флаг», «Я сын Азербайджана» и другие песни.

## Награды
- Заслуженный артист Нахичеванской Автономной Республики (2003).
- Заслуженный артист Азербайджанской Республики (2006).
- Народный артист Азербайджанской Республики (2008).